# Ginesta vimenera

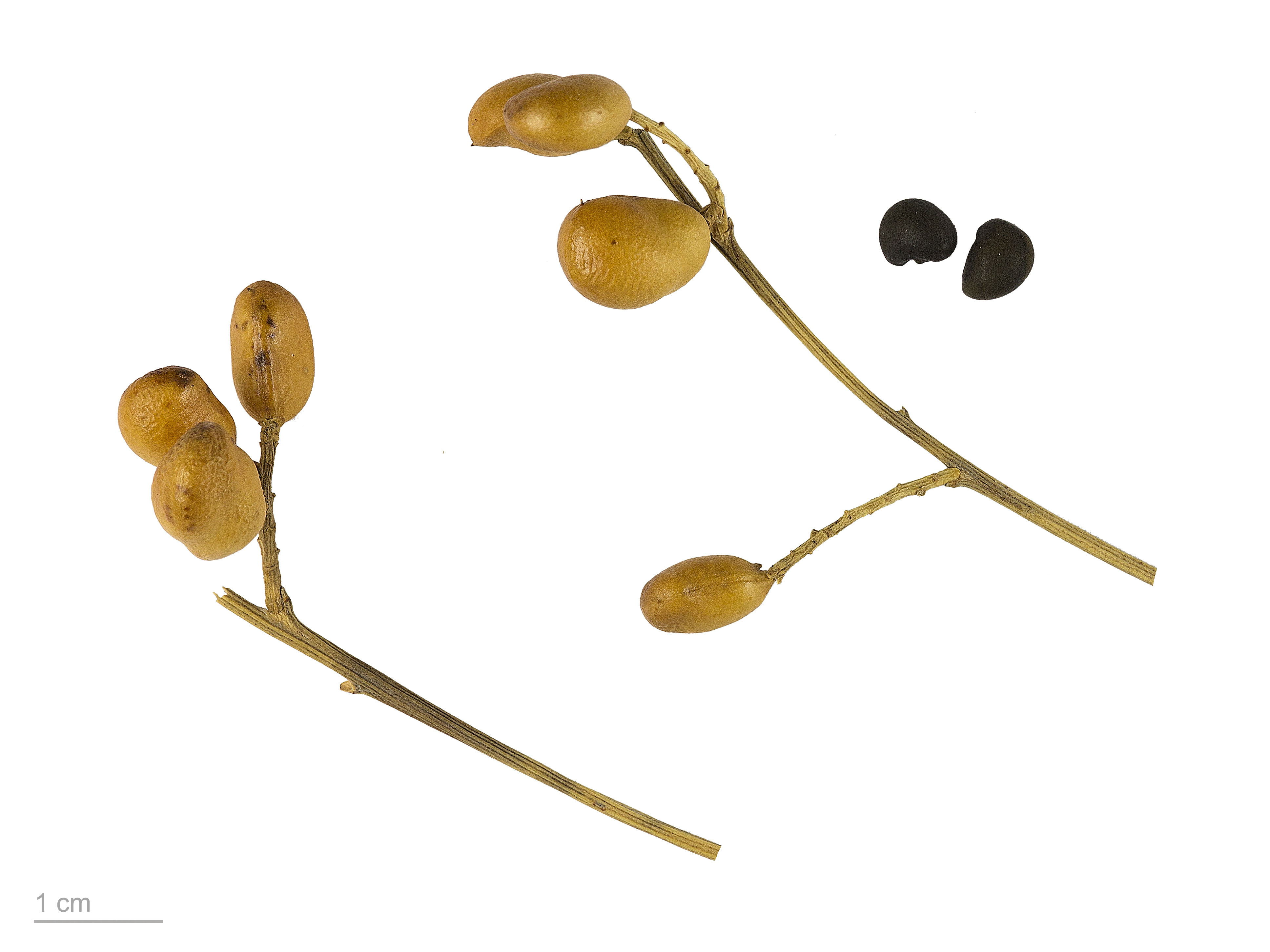
Genista sphaerocarpa

La ginesta vimenera (Retama sphaerocarpa) és una espècie d'arbust de la família de les fabàcies.
És un arbust d'un to grisenc, gairebé sense fulles i amb tiges primes d'1 a 2 mm de diàmetre que fan la fotosíntesi.
La floració té lloc entre l'abril i el juliol. Té flors grogues, papilionades, de 4 a 7 mm disposades en densos raïms. El fruit és un llegum ovoide o gairebé esfèric, de 6 a 10 mm de color groc pàl·lid.
A Catalunya el podem trobar en zones ermes i zones de còdols dels rius de les zones mediterrànies continentals eixutes (Segrià, Noguera, Les Garrigues…).